# 38 Геркулеса
38 Геркулеса (лат. 38 Herculis), HD 150525 — одиночная звезда в созвездии Геркулеса на расстоянии приблизительно 460 световых лет (около 141 парсек) от Солнца. Видимая звёздная величина звезды — +6,962m.

## Характеристики
38 Геркулеса — белая звезда спектрального класса A5V, или A0. Масса — около 2,198 солнечной, радиус — около 2,627 солнечного, светимость — около 25,848 солнечной. Эффективная температура — около 7943 K.

## Планетная система
В 2019 году учёными, анализирующими данные проектов HIPPARCOS и Gaia, у звезды обнаружена планета.